# 石磐
石磐（16世紀—16世紀），字民漸，福建福州府長樂縣古槐人，明朝政治人物。

## 生平
石磐是嘉靖二十五年（1546年）丙午科福建鄉試第四名舉人，授教諭，四十三年（1564年）陞臨淮知縣，到任後審編地方里甲，流亡者復業，有吏部官員之子路過臨淮，其家奴索取夫役弄破儀門，他鞭笞該家奴並囚禁入獄，鎮守太監下令他前往謁見，他拒絕後太監派人斥責，他再鞭笞斥責者。西河決堤，他力主修築白馬堤，堤成後縣人稱呼為「石公堤」。擢戶部主事，改兵部職方司主事，陞員外郎，熟悉邊事使兵部尚書霍冀驚奇之，隆慶四年（1570年）出為雲南按察司僉事，調廣東按察司僉事，行至肇慶時倭寇攻陷雙魚守禦千戶所，雷州府、廉州府兩地震動，他親自監督將士出戰收復雙魚，斬首一千五百人，生擒四百人，在牛牯墩追擊餘眾，在富林鐵場盪平倭寇，陞廣東布政使司參議，因忤逆兩廣總督調廣西布政使司參議，其後遭罷職而回鄉，著有《菊徑漫談》十四卷，去世後入祀鄉賢祠。

## 引用
1. 1 2  民國《（福建）長樂縣志·卷二十三·列傳三》：石磐，字民漸，古槐人，嘉靖丙午舉人，知臨淮縣，審編里甲，流亡復業，有吏部子過邑，家奴索夫役破儀門，磐笞之繫於獄，鎮守太監令伏謁，磐不聽，遣人來呵責，磐亦笞之，沛以西河決，磐力主築白馬隄，隄成人呼為「石公隄」尸祝焉，擢職方主事，條邊事甚悉，尚書霍冀奇之，兩廣倭亂，磐為廣東按察僉事，行至肇慶倭陷雙魚所，雷廉大震，磐躬督將士出戰復雙魚，斬首千五百，生擒四百人，追餘賊於牛牯墩，富林鐵場悉平之，擢布政司參議，督府欲多敘功，磐不可忤督府意罷歸，著《菊徑漫談》十四卷，卒祀於鄉。 乾隆賀志，參道光通志
2. ↑  《明穆宗莊皇帝實錄·卷四十七》：（隆慶四年七月）庚辰陞兵部職方司員外郎石磐為雲南按察司僉事。
3. ↑  康熙《臨淮縣志》·卷三·職官志：明 知縣……石磐 福建長樂縣人，舉人，嘉靖四十三年由教諭陞任，歷戶兵二部主事，累官廣西參議